# 詹姆斯·赫克曼

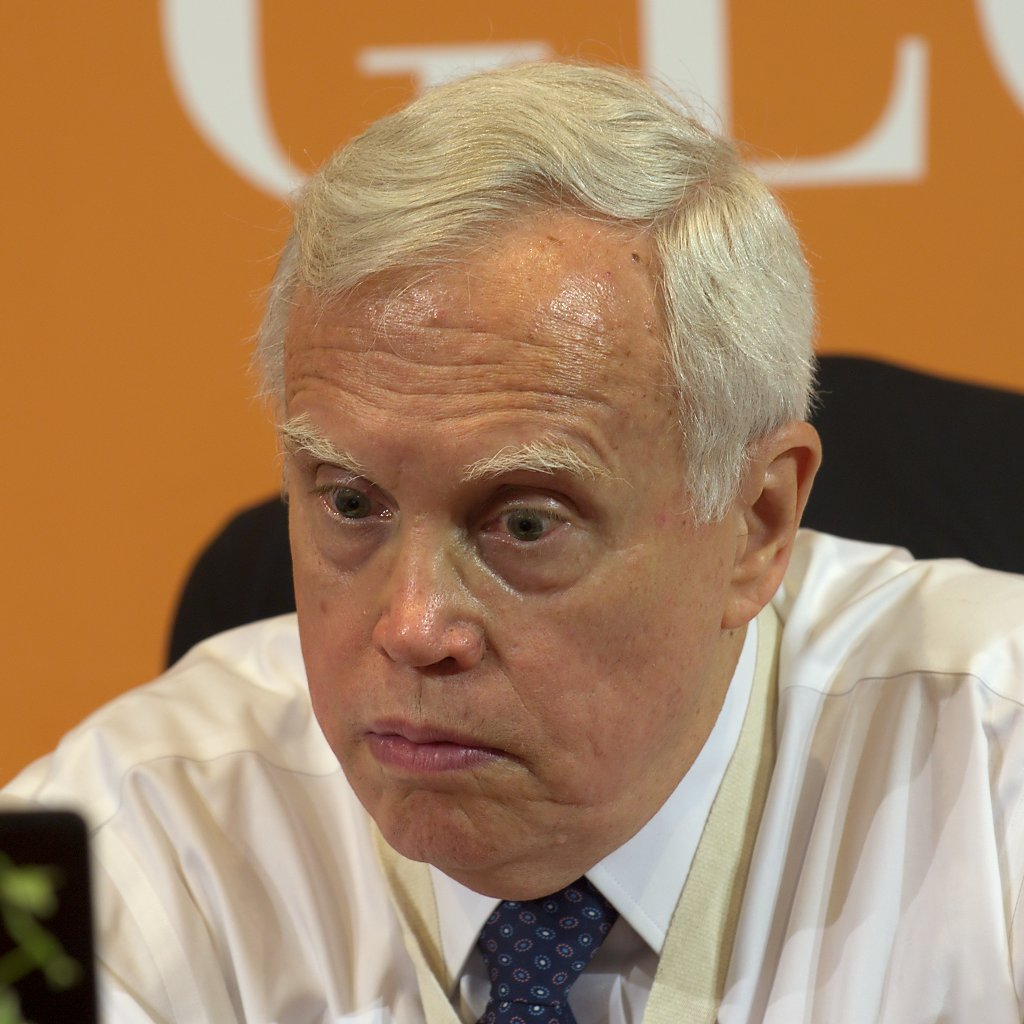
詹姆斯·赫克曼

詹姆斯·约瑟夫·赫克曼（英語：James Joseph Heckman，1944年4月19日—），美国芝加哥大学经济学家，芝加哥经济学派成员。由于他在计量经济学和微观经济学的贡献与丹尼尔·麦克法登一起获得2000年诺贝尔经济学奖。现为香港中文大学博文讲座教授。
2019年獲中國政府友誼獎，受到李克強、韓正、劉鶴、王毅接見。

## 外部來源
- https://tv.cctv.com/2019/09/30/VIDEnwllA2EipEOChitQ7PUw190930.shtml （页面存档备份，存于）
- 诺贝尔官方网站关于詹姆斯·赫克曼自传 （页面存档备份，存于）